# Chiesa di Santa Teresella degli Spagnoli
La chiesa di Santa Teresella degli Spagnoli (menzionata anche come chiesa di Santa Teresa dei Carmelitani o chiesa di Santa Maria del Buon Successo) è una delle chiese di interesse storico-artistico di Napoli chiuse al culto; è sita nell'omonima via, nei Quartieri Spagnoli. Il

## Storia e descrizione

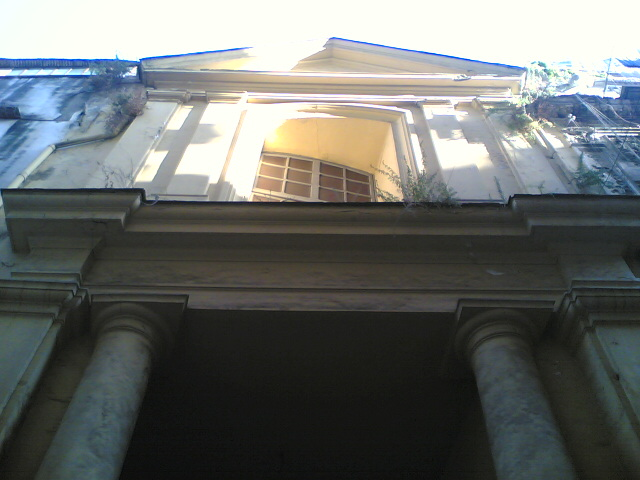
L'esterno da un'altra prospettiva (da notarsi il finestrone inclinato)

Non si conosce la fondazione precisa dell'edificio, anche se si presume un primo nucleo seicentesco forse dovuto alla presenza di un crocifisso ligneo attualmente in sagrestia. L'originario nucleo, con accesso dai gradoni di Chiaia come testimonia la veduta di Baratta, fu probabilmente inglobato successivamente formando il transetto della chiesa attuale. Venne citata nel 1788 dal Sigismondo nella sua guida asserendo che l'edificio appartenesse ai Carmelitani Spagnoli insieme ad un piccolo conventino, attualmente un palazzo per civili abitazioni.
Sempre dal Sigismondo si apprende che fu rifatta intorno alla fine del XVIII secolo. La linearità degli interventi ascrivono l'edificio alla prima corrente neoclassica napoletana. Dal confronto della cartografia storica della città si nota come l'edificio, nel corso degli anni, abbia cambiato forma. Uno degli ultimi fu effettuato nella prima metà del XIX secolo, dopo il periodo di soppressione decennio francese, quando fu avanzato verso la strada il prospetto in stile classicheggiante. Fu affidata nel 1834 alla Pia Congregazione di Sacerdoti dell'Immacolata Concezione e nella seconda metà dello stesso secolo subì una grande intervento di restauro.
La facciata è di stampo neoclassicista, a due ordini lineari: al primo si apre un atrio sorretto da una coppia di colonne tuscaniche dal quale si accede al portale, mentre l'ingresso è preceduto da una cancellata; il secondo, più semplice nelle decorazioni, presenta un timpano triangolare e un finestrone inclinato, poiché la navata risulta obliqua rispetto all'asse stradale. All'interno essa presenta un impianto a croce latina con cupola e un'abside di forma rettangolare; inoltre custodisce alcuni altari settecenteschi e diverse tele sempre di epoca barocca, tra le quali una, posta sull'altare maggiore, raffigurante la Vergine Maria che appare a Santa Teresa d'Avila e a San Giovanni della Croce, di autore ignoto.

## Curiosità
Molto probabilmente, fu oggetto di visite da parte della celebre rivoluzionaria Eleonora Pimentel Fonseca, una dei protagonisti della scena politica italiana di fine XVIII secolo. Ella abitò, con la famiglia d'origine, proprio nella strada sulla quale sorge l'edificio in oggetto.